# Dino Staffa
Dino Staffa (né le 14 août 1906 à Santa Maria in Fabriago, en Émilie-Romagne, et mort le 7 août 1977 à Rome) est un cardinal italien de l'Église catholique du XXe siècle, pro-préfet puis préfet du tribunal suprême de la Signature apostolique de 1967 à sa mort.

## Biographie
Staffa étudie à Imola, à Bologne et à Rome. Il fait du travail pastoral dans les diocèses d'Imola et de Rome. Il est professeur à l'Athenée pontificale du Latran, auditeur à la Rote romaine et secrétaire de la Congrégation des séminaires et des universités.
Staffa   est élu archevêque titulaire de Césarée-en-Palestine en 1960 par Jean XXIII qui le consacre lui-même le 28 octobre 1960. 
En 1967, Paul VI le nomme pro-préfet du tribunal suprême de la Signature apostolique. Il est créé cardinal lors du consistoire du 26 juin 1967. 
En 1969, il est nommé préfet du tribunal suprême de la Signature apostolique. Il le reste jusqu'à sa mort en 1977.

## Succession apostolique
Dino Staffa a ordonné les évêques suivants :
- Cardinal Mario Luigi Ciappi, O.P. (1977)